# Walburg (Hessisch Lichtenau)
Walburg ist ein Stadtteil von Hessisch Lichtenau im nordhessischen Werra-Meißner-Kreis.

## Geographie

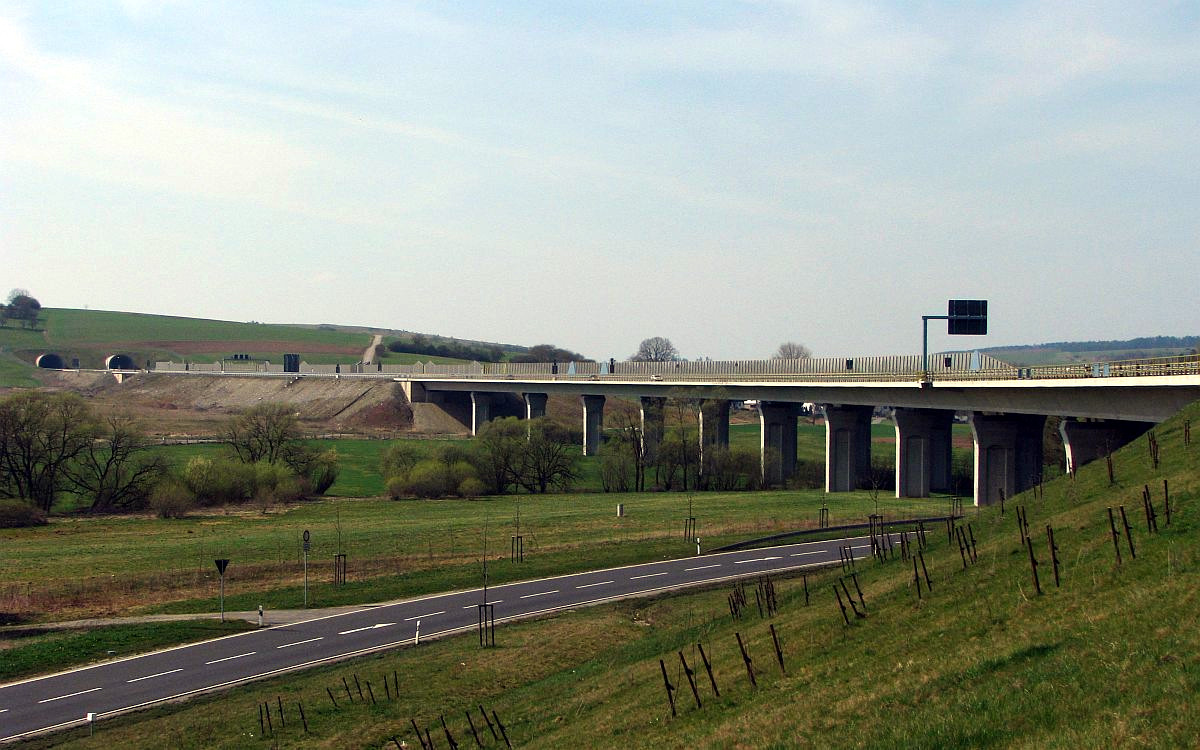
Wehretalbrücke

Walburg liegt etwa drei Kilometer östlich von Hessisch Lichtenau am Rand des Hohen Meißners. Im Ort treffen sich die Landesstraßen 3238 und 3299 sowie die Bundesstraße 7. Südlich des Ortes verläuft ein Teilstück der Bundesautobahn 44 mit der 2003 fertiggestellten Wehretalbrücke.

## Geschichte

### Ortsgeschichte
Erstmals urkundlich erwähnt wurde das Dorf am 5. April 1229, als Papst Gregor IX. dem Kloster Kaufungen eine Besitzung mit dem Namen Waiberg bestätigte. Der damalige Ortsname änderte sich über Walberc und Waleberg zu Walberg und zuletzt zum heutigen Walburg. Der Ort gehörte bis 1821 zum hessischen Amt Lichtenau und danach zum Landkreis Witzenhausen. Während der französischen Besetzung gehörte der Ort zum Kanton Lichtenau im Königreich Westphalen (1807–1813).
Die auf einem Hügel stehende Kirche wurde 1773/74 als vorklassizistischer Saalbau der Aufklärungszeit von dem landgräflichen Oberbaumeister Johann Friedrich Jussow (1701–1779) errichtet. Sie wurde erbaut auf den Fundamenten eines mittelalterlichen Vorgängerbaues, für den erstmals 1313 ein „plebanus“ (Leutpriester) und 1434 die Kirche selbst genannt werden. Der erste evangelische Pfarrer ist seit etwa 1527 anzunehmen. Zum Kirchspiel gehörte von 1887 bis 2007 Rommerode. Seit dem 1. Januar 2008 ist die Pfarrstelle Walburg mit den evangelischen Kirchengemeinden Velmeden und Hausen verbunden. 
Zum 1. Januar 1974 wurde im Zuge der Gebietsreform in Hessen die bis dahin zum Landkreis Witzenhausen gehörende Gemeinde kraft Landesgesetz in die Stadt Hessisch Lichtenau im neu gebildeten Werra-Meißner-Kreis eingegliedert. Für die eingegliederten neun Stadtteile sowie die Kernstadt wurde jeweils ein Ortsbezirk mit Ortsbeirat und Ortsvorsteher eingerichtet.

### Eisenbahngeschichte
1879 wurde die am nördlichen Ortsrand verlaufende Bahnstrecke Kassel–Waldkappel (Lossetalbahn) errichtet. Ab 1883 zweigte in Walburg von dieser die Bahnstrecke Walburg–Großalmerode West (Gelstertalbahn) ab. Der Personenverkehr wurde auf der Strecke Walburg–Großalmerode (West) am 3. Juni 1973 eingestellt, am 31. Mai 1985 folgte die Bahnstrecke von Kassel nach Eschwege. Der Güterverkehr auf der Lossetalbahn bis Walburg wurde noch bis zum 31. Dezember 2002 aufrechterhalten. Bereits am 15. Dezember 2002 war der Güterverkehr auf dem letzten Teilstück der Gelstertalbahn zwischen Walburg und Epterode ebenfalls eingestellt worden. Am Bahnhof Walburg lagern Eisenbahnfreunde eine umfangreiche Sammlung historischer Schienenfahrzeuge.

## Bevölkerung
Einwohnerstruktur 2011
Nach den Erhebungen des Zensus 2011 lebten am Stichtag, dem 9. Mai 2011, in Walburg 714 Einwohner. Darunter waren 9 (1,3 %) Ausländer.
Nach dem Lebensalter waren 114 Einwohner unter 18 Jahren, 288 zwischen 18 und 49, 150 zwischen 50 und 64 und 152 Einwohner waren älter.
Die Einwohner lebten in 318 Haushalten. Davon waren 105 Singlehaushalte, 90 Paare ohne Kinder und 93 Paare mit Kindern, sowie 24 Alleinerziehende und 6 Wohngemeinschaften. In 90 Haushalten lebten ausschließlich Senioren und in 198 Haushaltungen lebten keine Senioren.
Einwohnerentwicklung
| Quelle: Historisches Ortslexikon |                                                                    |
| • 1569:                          | 84 Hausgesesse                                                     |
| • 1575:                          | 78 Hausgesesse                                                     |
| • 1624:                          | 80 Mann                                                            |
| • 1659:                          | 59 Hausgesesse                                                     |
| • 1681:                          | 65 Hausgesesse                                                     |
| • 1747:                          | 83 Mannschaften mit 83 Feuerstellen                                |
| • 1961:                          | 820 evangelische (= 89,23 %), 96 katholische (= 10,46 %) Einwohner |

| Walburg: Einwohnerzahlen von 1834 bis 2011 | Walburg: Einwohnerzahlen von 1834 bis 2011 | Walburg: Einwohnerzahlen von 1834 bis 2011 | Walburg: Einwohnerzahlen von 1834 bis 2011 | Walburg: Einwohnerzahlen von 1834 bis 2011 |
| --- | ------------------------------------------ | ------------------------------------------ | ------------------------------------------ | ------------------------------------------ |
| Jahr |                                            |                                            |                                            | Einwohner                                  |
| 1834 | 1834                                       |                                            | 615                                        | 615                                        |
| 1840 | 1840                                       |                                            | 655                                        | 655                                        |
| 1846 | 1846                                       |                                            | 661                                        | 661                                        |
| 1852 | 1852                                       |                                            | 648                                        | 648                                        |
| 1858 | 1858                                       |                                            | 597                                        | 597                                        |
| 1864 | 1864                                       |                                            | 601                                        | 601                                        |
| 1871 | 1871                                       |                                            | 541                                        | 541                                        |
| 1875 | 1875                                       |                                            | 549                                        | 549                                        |
| 1885 | 1885                                       |                                            | 541                                        | 541                                        |
| 1895 | 1895                                       |                                            | 587                                        | 587                                        |
| 1905 | 1905                                       |                                            | 651                                        | 651                                        |
| 1910 | 1910                                       |                                            | 661                                        | 661                                        |
| 1925 | 1925                                       |                                            | 700                                        | 700                                        |
| 1939 | 1939                                       |                                            | 724                                        | 724                                        |
| 1946 | 1946                                       |                                            | 1.087                                      | 1.087                                      |
| 1950 | 1950                                       |                                            | 1.096                                      | 1.096                                      |
| 1956 | 1956                                       |                                            | 1.005                                      | 1.005                                      |
| 1961 | 1961                                       |                                            | 918                                        | 918                                        |
| 1967 | 1967                                       |                                            | 886                                        | 886                                        |
| 1970 | 1970                                       |                                            | 904                                        | 904                                        |
| 1980 | 1980                                       |                                            | ?                                          | ?                                          |
| 1990 | 1990                                       |                                            | ?                                          | ?                                          |
| 2000 | 2000                                       |                                            | ?                                          | ?                                          |
| 2011 | 2011                                       |                                            | 714                                        | 714                                        |
| Datenquelle: Historisches Gemeindeverzeichnis für Hessen: Die Bevölkerung der Gemeinden 1834 bis 1967. Wiesbaden: Hessisches Statistisches Landesamt, 1968. Weitere Quellen: LAGIS; Zensus 2011 |                                            |                                            |                                            |                                            |

Berufsgliederung 1724
- 3 Amtspersonen, 6 Schneider, ein Metzger, 9 Schmiede, 3 Wagner, 67 Leinweber, ein Müller, ein Schreiner, 5 Hirten und Schäfer, 19 Ackerleute (ohne Handwerker), 5 Taglöhner, 4 Maurer[1]

## Politik
Für Walburg besteht ein Ortsbezirk (Gebiete der ehemaligen Gemeinde Walburg) mit Ortsbeirat und Ortsvorsteher nach der Hessischen Gemeindeordnung.
Der Ortsbeirat besteht aus fünf Mitgliedern. Bei den Kommunalwahlen in Hessen 2021 betrug die Wahlbeteiligung zum Ortsbeirat 53,90 %. Alle Kandidaten gehörten der „Walburger Liste“ an. Der Ortsbeirat wählte Erhard Liebetrau zum Ortsvorsteher.

## Infrastruktur
Im Ort gibt es eine Grundschule, eine Kindertagesstätte und ein Dorfgemeinschaftshaus.